# Пчелињи отров
Пчелињи отров је чист производ организма пчеле, то је секрет жаочног апарата, чија је биолошка намена да штити пчелиње друштво од непријатеља. Горког је укуса и киселе реакције, карактеристичног мириса, течност жућкасте боје. . Пчела свој отров убризгава у непријатеља преко своје жаоке. Непосредно после убода пчела умре, али мишићи који се налазе око кесица са отровом и жаоке настављају да се грче и да истискују отров наредних 10 минута.

## Историја
Први који је скренуо пажњу на вредност пчелињег отрова био је Хипократ, који је живео око 400 године пре нове ере.

## Састав
Пчелињи отров је смеса више састојака органиских и неорганских материјала (беланчевине, пептиди, вода, минералне материје и др). Временом се састав пчелињег отрова прилагодио томе да изазива нелагодности, а не да убија, јер би то погоршало хигијену кошнице. Садржи хистамин, мелитин, апамин, адолпин, дегра, ензиме, биолошки активне амине, допамин. На тачан однос ових материја утиче положај пчелињака и паша коју пчеле у том тренутку посећују.
| Врста једињења | Једињење                 | Количине отрова у % | Количина перисеката (нмол) |
| -------------- | ------------------------ | ------------------- | -------------------------- |
| Мали молекули  | Хистамин                 | 0,66–1,6            | 5–10                       |
|                | Допамин                  | 0,13–1,0            | 2.7–5.5                    |
|                | Норадреналин             | 0,1–0,7             | 0,9–4,5                    |
| Пептид         | Меллитин                 | 40–50               | 10–12                      |
|                | Мелитин-Ф                | 0.01                | 0,0003                     |
|                | Апамин                   | 3                   | 0,75                       |
|                | Пептид 401               | 2                   | 0.6                        |
|                | Сецапин                  | 0.5                 | 0.13                       |
|                | Тертиапин                | 0.1                 | 0.03                       |
|                | Прокамин А, Б            | 1.4                 | 2.0                        |
| Ензими         | Фосфолипаза А2           | 10–12               | 0.23                       |
|                | Хијалуронидаза           | 1–2                 | 0.03                       |
|                | Кисела фосфомоноестераза | 1.0                 | —                          |
|                | α-д-глукозидаза          | 0.6                 | —                          |
|                | Лизофосфолипаза          | 1.0                 | 0.03                       |

## Својства
Познато својставо пчелињег отрова на људски организам је да изазива бол, оток и црвенило. Такође је битна ставка да карактеристичан мирис пчелинјег отрова подстиче пчеле радилице да се укључи у одбрану кошнице.

## Алергија
Код извесног броја људи, пчелињи отров изазива изузетно бурну алергијску реакцију, које се зна завршити и смртним исходом. Уколико се појаве симптоми алергије, потребно је одмах се обратити лекару. Карактеристичан симпром, јесте копривњача, када се црвенило јавља по грудима и унутрашњој страни бутина.

## Примена
Пчелињи отров има терапеутска својства у лечењу реуматских обољења, упале зглобова и ишијаса. Такође се користи за израду вакцина које треба да умање осетљивост код особа које имају проблема са алергијом.